# Vũ Khương
Vũ Khương (chữ Hán: 武姜) là phu nhân của Trịnh Vũ công thời kỳ Xuân Thu trong lịch sử Trung Quốc, mẹ của Trịnh Trang công và Cung thúc Đoạn. Do đương lúc loạn lạc thời Cung thúc Đoạn, mà bị Trịnh Trang công lưu đày. Sau được sự giúp đỡ của đại phu Dĩnh Khảo Thúc, mà Vũ Khương nối lại tình mẹ con với Trang Công.

## Cuộc đời
Vũ Khương là Công chúa nước Thân, con gái của Thân hầu. Bà có người chị em là Thân Khương, Vương hậu đầu tiên của Chu U vương.
Không rõ năm bà gả cho Trịnh Vũ công. Năm 757 TCN bà sinh con đầu lòng, đặt tên Cơ Ngụ Sinh (sau là Trịnh Trang công), tức "tỉnh dậy sau khi sinh", ám chỉ sinh ông vô cùng đau và khó. Cũng vì vậ mà bà không mấy thiện cảm với Ngụ Sinh. Sau bà sinh con thứ là Cơ Đoàn (sau là Cung Thúc Đoàn) và hết sức thiên vị.
Vũ công mất, Ngụ Sinh kế ngôi, tức Trịnh Trang công. Vũ Khương sủng ái Cung thúc Đoàn, cầu xin Đại Thành Chế nhưng không thành nên lại cầu xin Đại Thành. Cung Thúc Đoàn làm loạn, kế hoạch của Vũ Khương là đánh mở cửa thành của thành đô Tân Trịnh.
Trịnh Trang công sớm có chuẩn bị, lập tức phát binh đánh đón đầu Cung thúc Đoàn, Đoàn chạy trốn, sự kiện này trong lịch sử được gọi là Trịnh bá khắc Đoạn.
Trịnh Trang công giận mẹ, ra lệnh cho tướng sĩ đày Vũ Khương tới Thành Dũng, thề không tới suối vàng sẽ không gặp mặt. Khi này, biên cương Lũng Cốc có đại phu Dĩnh Khảo Thúc biết được Trang công hối hận, thấy được thời cơ thuận lợi liền bẩm báo. Sau đó Trịnh Trang công ban cho Dĩnh Khảo thúc nhập tiệc, giữa chỗ ngồi của Dĩnh Khảo thúc có những loại thịt lưu lại. Trang công tới gần Dĩnh Khảo thúc để thuận tiện hỏi, Dĩnh Khảo Thúc thuận tiện hồi bẩm, hành vi của bản thân Trang công chỉ là để mẹ ở nhà, cũng có thể phẩm chất vua một nước là ban thưởng cho ruột thịt.
Sau khi Trang công nghe thấy, cực kỳ cảm động, mà học theo cách nghĩ của Dĩnh Khảo thúc, chỉ cần thông suốt hiểu rõ, có thể thấy suối vàng. Sau đó, hoàn thành tâm nguyện của Trang công.
Trang công nghe theo, ra sức đào bới, sau khi đào xong, Trang công và Vũ Khương đi vào hầm đạo bằng con đường khác nhau, Trịnh Trang công nói: "Ở trong đường hầm lớn, âm thanh nơi này cũng tan tác". Vũ Khương nói: "Ở ngoài hầm đạo lớn, âm thanh nơi này cũng thông ra ngoài". Mẹ con cuối cùng cũng đoàn tụ.

## Gia đình
- Chồng: Trịnh Vũ công
- Con:
  - Trịnh Trang công
  - Cung thúc Đoạn